# ثيودونتيوس
ثيودونتيوس (بالإنجليزية: Theodontius)‏ كان مؤلفًا لعمل لاتيني مفقود الآن عن الأساطير. وقد تم اقتباسه على نطاق واسع في كتاب Genealogia Deorum Gentilium لـ جيوفاني بوكاتشيو، لكنه غير معروف تقريبًا. يقول بوكاتشيو إنه عرف عمل ثيودونتيوس من خلال مجموعات بول بيروجيا، التي أحرقتها زوجة بول بعد وفاته (Genealogiae XV 6).